# أناجيل درم

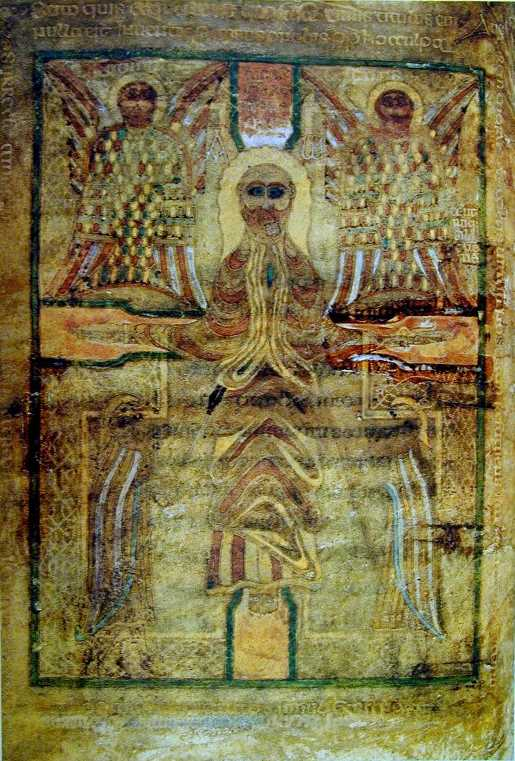
حكم الصلب من أناجيل دورهام

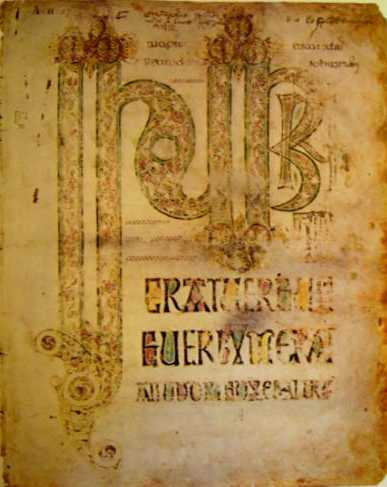
الصفحة الافتتاحية لإنجيل يوحنا.

أناجيل دورهام (بالإنجليزية: Durham Gospels) هي عمل غير مكتمل يعود إلى أواخر القرن السابع وهي عبارة عن مجموعة أناجيل مكتوبة ومرسومة بأسلوب الفن الجزيري، محفوظة الآن في مكتبة كاتدرائية درم (MS A.II.17). ورقة مطوية واحدة من هذه المخطوطة هي الآن في كلية المجدلية، كامبردج (Pepysian MS 2981). اثنان فقط من الصفحات المزينة بالكامل استطاعت النجاة والبقاء: (Crucifixion) أو صورة حكم الصلب على المسيح وهي (الأقدم في الفن الإنجليزي) وافتتاحية إنجيل يوحنا، وكلتا الصفحتين في حالة سيئة جدا.من المفترض أنه كانت هناك بعض الصفحات المحتوية على صور المبشرين وبعض صفحات السجاد كما وجدت في كتب الإنجيل الأخرى المصورة بالأسلوب الجزيري على نطاق مماثل. تم إنتاج الكتاب في ليندسفارن وتم تقديمه إلى درم عندما تم أجلاء الرهبان في ليندسفارن إلى درم بسبب هجمات الفايكنغ. تم كتابة أناجيل درم من قبل نفس الكاتب الذي كتب أناجيل إكترناتك.
أجزاء الكتاب المقدس (مكتبة كاتدرائية درم) (MS A.II.10) هي مخطوطة أخرى في مكتبة كاتدرائية درم والتي يشار إليها أحيانا باسم «أناجيل درم»، ولكن في معظم الأحيان يشار إليها باسم «أجزاء الكتاب المقدس في مكتبة درم».